# Elfriede Brüning

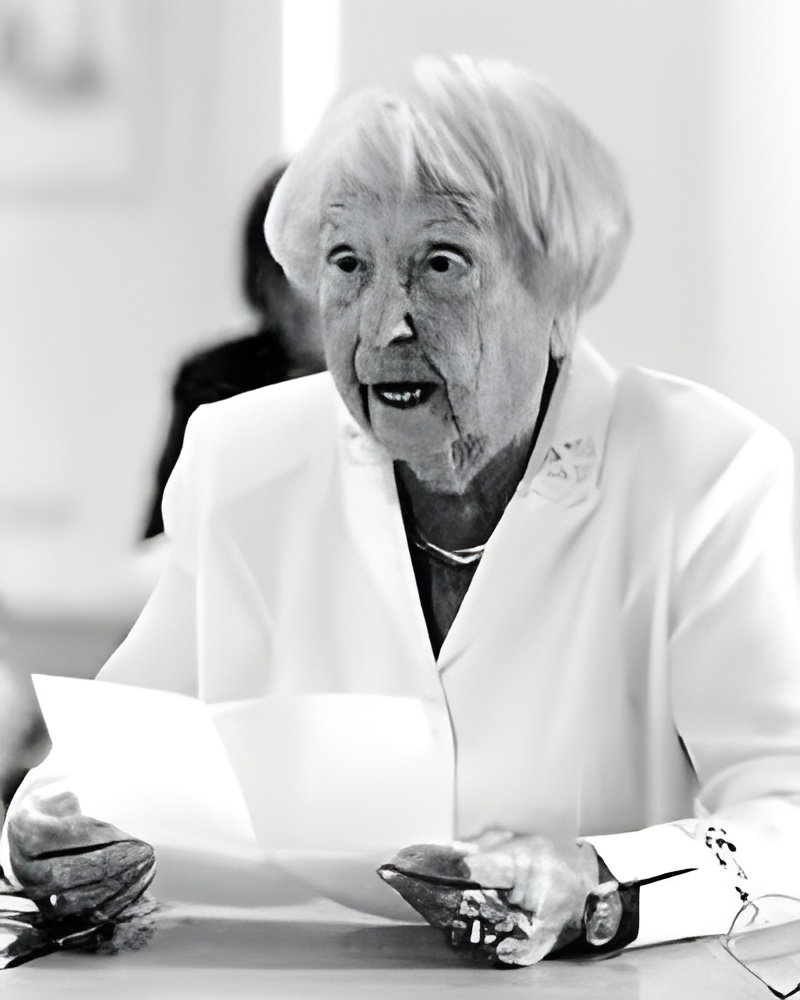
Elfriede Brüning (2003)

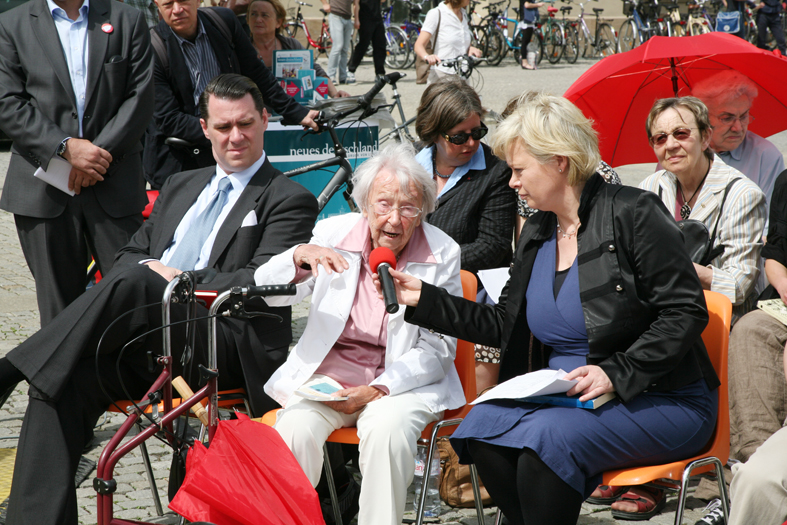
Elfriede Brüning mit Gesine Lötzsch (2012)

Elfriede Brüning (Pseudonym Elke Klent; * 8. November 1910 in Berlin; † 5. August 2014 ebenda) war eine deutsche Schriftstellerin und Widerstandskämpferin gegen den Nationalsozialismus.

## Leben

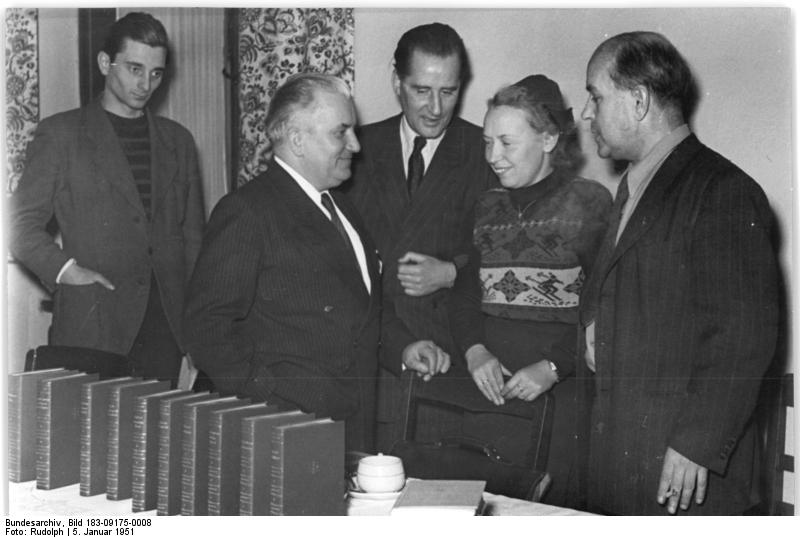
Elfriede Brüning 1951, zwischen Rudolf Engel, Willi Bredel und Wieland Herzfelde

Elfriede Brüning war die Tochter einer Näherin und eines Tischlers. Nachdem sie das Gymnasium nach der zehnten Klasse verlassen hatte, arbeitete sie als Büroangestellte und ab 1929 als Sekretärin in einer Berliner Firma der Filmbranche. Gleichzeitig erschienen erste journalistische Arbeiten im Feuilleton bürgerlicher Zeitungen, so im Berliner Tageblatt, im Berliner Börsen-Courier und in der Vossischen Zeitung. Nach dem Besuch der Marxistischen Arbeiterschule trat Brüning, deren Eltern in der Arbeiterbewegung engagiert waren, 1930 der KPD bei und wurde Mitarbeiterin der kommunistischen Presse in der Weimarer Republik. Ab 1932 gehörte sie dem Bund proletarisch-revolutionärer Schriftsteller (BPRS) an. Die nationalsozialistische Machtübernahme verhinderte 1933 das Erscheinen ihres ersten, sozialkritischen Romans Handwerk hat goldenen Boden; er erschien erstmals 1970 im Verlag der Nation unter dem Titel Kleine Leute. Brüning verlegte sich stattdessen auf die Unterhaltungsliteratur und veröffentlichte 1934 den erfolgreichen Roman Und außerdem ist Sommer.
In den ersten Jahren des Dritten Reiches arbeitete Elfriede Brüning im kommunistischen Widerstand mit und lieferte unter dem Pseudonym Elke Klent Beiträge für die Neuen Deutschen Blätter, eine in Prag erscheinende deutsche Exilzeitschrift. Sie unternahm auch im Auftrag des BPRS Kurierfahrten nach Prag. In einem Hinterzimmer der Ladenwohnung ihrer Eltern tagte das illegale ZK der KPD unter Ernst Thälmann. Ende 1935 wurde die Autorin verhaftet und im Berliner Frauengefängnis Barnimstraße gefangengehalten. Der Prozess wegen Landesverrats gegen sie endete 1937 mit einem Freispruch, da ihr die Gestapo die illegalen Aktivitäten nicht nachweisen konnte. Während der Haft hatte Brüning eine Schreiberlaubnis erhalten, so dass 1936 der Roman Junges Herz muß wandern erscheinen konnte. 1937 heiratete Brüning den Schriftsteller und Verlagslektor Joachim Barckhausen. Aus der Ehe, die bis 1947 währte, ging 1942 eine Tochter hervor, die spätere Schriftstellerin Christiane Barckhausen. In den folgenden Jahren war Elfriede Brüning als Gutachterin für eine Filmfirma tätig. In dieser Zeit schrieb sie zusammen mit ihrem Ehemann das Szenarium für den Film Semmelweis – Retter der Mütter, der nach dem Krieg von der DEFA gedreht wurde. Während des Zweiten Weltkriegs lebte sie auf dem Gut ihrer Schwiegereltern in der Magdeburger Börde.

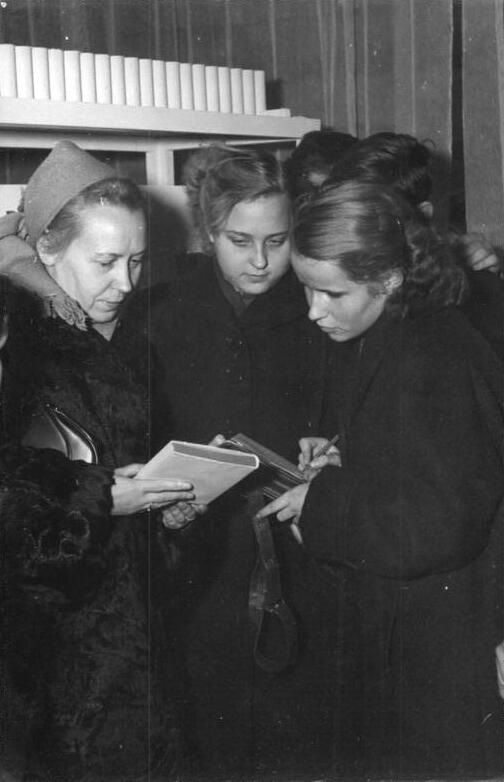
Elfriede Brüning (links), 1953

Elfriede Brüning kehrte 1946 nach Berlin zurück. Sie reaktivierte ihre Mitgliedschaft in der KPD und arbeitete ab 1949 für Zeitungen und Zeitschriften der DDR. Seit 1950 lebte sie als freie Schriftstellerin in Berlin. Sie war Verfasserin von Romanen, Erzählungen, Reportagen und Fernsehdrehbüchern. Ihre Bücher erreichten in der DDR insgesamt eine Auflage von anderthalb Millionen. Ihre in der DDR viel gelesenen, häufig autobiografisch gefärbten Romane behandeln meist Frauenschicksale, wie das der ihr nahe gestandenen Anni Sauer, sowie den Widerstand gegen den Nationalsozialismus im Dritten Reich. Sie gab im hohen Alter noch Interviews.

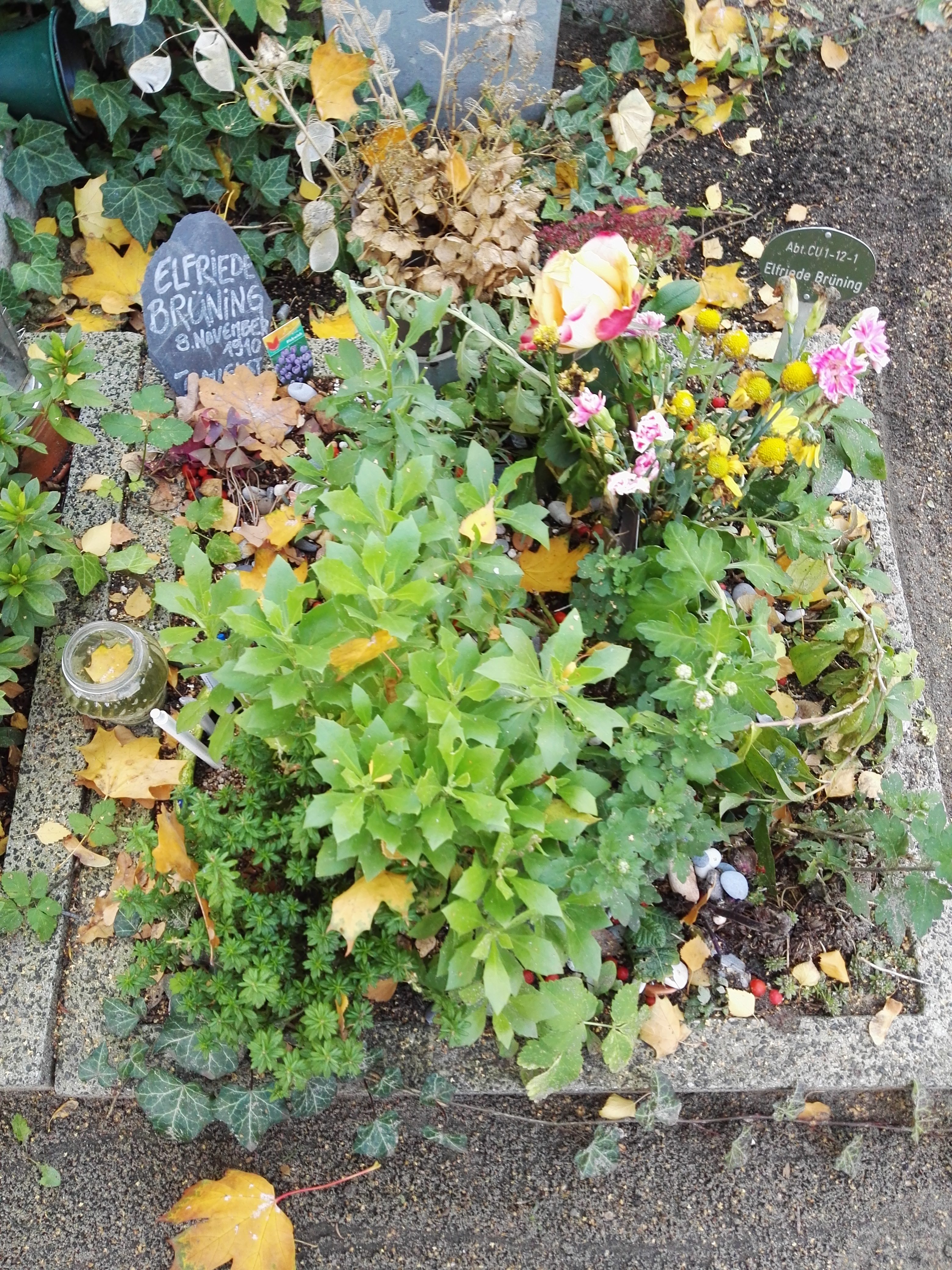
Grabstätte

Elfriede Brüning starb im Alter von 103 Jahren. Die Beisetzung fand auf dem Friedhof der Dorotheenstädtischen und Friedrichswerderschen Gemeinden in Berlin-Mitte statt.
Ihr Nachlass befindet sich im Fritz-Hüser-Institut für Literatur und Kultur der Arbeitswelt in Dortmund.

## Auszeichnungen (Auswahl)
- 1960: Vaterländischer Verdienstorden in Bronze
- 1975: Vaterländischer Verdienstorden in Silber
- 1980: Goethe-Preis der Stadt Berlin
- 1980: Literaturpreis des Demokratischen Frauenbundes Deutschlands
- 1983: Kunstpreis des FDGB
- 1985: Vaterländischer Verdienstorden in Gold

## Bibliographie
- Und außerdem ist Sommer. Leipzig 1934.
- Junges Herz muß wandern. Berlin 1936.
- Auf schmalem Land. Leipzig 1938.
- … damit du weiterlebst. Berlin 1949.[8]
- Die Umkehr. Das ist Agnes. Leipzig 1949.
- Ein Kind für mich allein. Leipzig 1950.
- Vor uns das Leben. Verlag Das Neue Berlin, Berlin 1952.
- Regine Haberkorn. Berlin 1955.[9]
- Gabriele. Berlin 1956.
- Rom hauptpostlagernd. Berlin 1958.
- Sonntag der dreizehnte. Berlin 1960.
- Wege und Schicksale. Berlin 1962.
- Das Antlitz unserer Zeit. Berlin 1965.
- Kinder ohne Eltern. Halle 1968.
- Kleine Leute. Berlin 1970.
- Septemberreise. Halle (Saale) 1974.
- Hochverrat. Berlin 1975.
- Jasmina und die Lotosblume. Berlin 1976.
- Zu meiner Zeit. Halle (Saale) 1977.
- Partnerinnen. Halle [u. a.] 1978.
- Frauenschicksale. Halle [u. a.] 1981.
- Wie andere Leute auch. Halle [u. a.] 1983.
- Altweiberspiele und andere Geschichten. Halle 1986, ISBN 3-354-00073-2.
- Lästige Zeugen?. Halle [u. a.] 1990, ISBN 3-354-00675-7.
- Kinder im Kreidekreis. Berlin 1992, ISBN 3-320-01785-3.
- Und außerdem war es mein Leben. Berlin 1994, ISBN 3-423-12532-2.
- Damit Du weiterlebst, Agimos-Verlag, Kiel 1996, ISBN 978-3931903053.
- Jeder lebt für sich allein. Berlin 1999, ISBN 3-320-01963-5.
- Spätlese. Erzählungen. DietzBerlin 2000, ISBN 3-320-02004-8; Verlag am Park, Berlin 2014, ISBN 978-3-89793-195-4.
- Ein Mädchen und zwei Romane. BS, Rostock 2002, ISBN 3-89954-002-6.
- Zeit-Besichtigung. Wilhelmshorst 2003, ISBN 3-931329-41-0.
- Gefährtinnen. Berlin 2004, ISBN 3-320-02059-5.
- Gedankensplitter. Berlin 2006, ISBN 3-89793-297-0.
- „Ich mußte einfach schreiben, unbedingt …“ Briefwechsel mit Zeitgenossen 1930–2007. Klartext, ISBN 978-3-417-21725-4.
- Nun, ich lebe noch. Deutsche Kommunistinnen in sowjetischen Lagern. Tonbandgespräche. Edition Ost, Berlin 2013, ISBN 978-3-89793-291-3.
- Kinder ohne Eltern, Aus der Arbeit der Jugendfürsorge der DDR. Verlag am Park, Berlin 2013, ISBN 978-3-89793-187-9.

als Herausgeberin:
- 40 Kunstwerke aus der DDR. Das Neue Berlin, Berlin 2009, ISBN 978-3-355-01765-7.

## Film
- Und außerdem werde ich hundert … Die Schriftstellerin Elfriede Brüning. Film von Sabine Kebir und Wolfgang Herzberg 2010 [60min]